# 普埃科河
普埃科河（英語：Puerco River）是新墨西哥州西北部与亞利桑那州东北部的一条河流，穿过佩恩蒂德沙漠。